# Kobeřice u Brna
Kobeřice u Brna, bis 1995 Kobeřice (deutsch Koberitz, früher Koberzitz) ist eine Gemeinde in Tschechien. Sie liegt sieben Kilometer südlich von Slavkov u Brna und gehört zum Okres Vyškov.

## Geographie
Kobeřice u Brna befindet sich in den nördlichen Ausläufern des Ždánický les am Rande des gleichnamigen Naturparks. Das Dorf liegt am westlichen Fuße des Bílý Vlk (Wolfsberg, 381 m) in der Quellmulde des Baches Kobeřický potok. Südlich erhebt sich die Písečná (374 m) und im Nordwesten der Dřínový kopec. Knapp zwei Kilometer östlich führt die Staatsstraße I/54 von Slavkov u Brna nach Kyjov vorbei. Im Westen und Nordwesten ist das Dorf von Weinbergen umgeben. Gegen Südosten befindet sich die mittelalterliche Wüstung Mezilesice und im Tal des Baches Milešovický potok eine Kaskade von fünf Stauweihern; an den beiden unteren und zugleich größten, dem Horáček und Nový rybník entstand eine Ferienhüttensiedlung. Nördlich des Dorfes liegt ein Sportflugplatz.
Nachbarorte sind Vážany nad Litavou, Slavkov u Brna und Stará Cihelna im Norden, Nížkovice und Jalový Dvůr im Nordosten, U Bílého vlka im Osten, Zdravá Voda, Silničná und Uhřice im Südosten, Dambořice und Velké Hostěrádky im Süden, Lovčičky und Milešovice im Südwesten, Újezd u Brna im Westen sowie Šaratice, Kavriánov und Hrušky im Nordwesten.

## Geschichte
Archäologische Funde auf dem Gemeindegebiet belegen eine Besiedlung der Gegend seit der Frühzeit. Besondere Verdienste um die Erforschung der Frühgeschichte des Ortes bis zum Mittelalter erwarb sich Alois Procházka, der von 1919 bis 1924 in Kobeřice als Lehrer tätig war.
Die erste schriftliche Erwähnung des Dorfes und der Kirche erfolgte im Jahre 1283. Älter ist das seit 1210 nachweisbare Dorf Mezilesice. Diese Ortschaft befand sich in einem kleinen Tal am nordöstlichen Fuße der Písečná im Steinitzer Wald und erlosch noch im Mittelalter. In Kobeřice befanden sich zwei Festen. Zu den wechselnden Besitzern gehörten u. a. das Vladikengeschlecht von Věžník, die Grafen Kaunitz und die Fürsten von Liechtenstein.
Nach der Aufhebung der Patrimonialherrschaften bildete Kobeřice/Koberzitz ab 1850 eine Gemeinde in der Bezirkshauptmannschaft Wischau. Seit den 1920er Jahren hatte die Tschechoslowakische Hussitische Kirche im Dorf einen starken Zulauf und es entstand ein evangelisches Bethaus. Während der deutschen Besetzung agierte in den umliegenden Wäldern des Steinitzer Waldes die Partisanengruppe Olga, die auch von etlichen Kobeřicern unterstützt wurde. Zwischen 1949 und 1960 gehörte die Gemeinde zum Okres Slavkov und kam nach dessen Aufhebung zum Okres Vyškov zurück. Im Jahre 1986 wurde Kobeřice nach Slavkov u Brna eingemeindet. Seit 1990 bildet Kobeřice wieder eine eigene Gemeinde. Seit dem 1. Juli 1995 trägt die Gemeinde den Namen Kobeřice u Brna.

## Gemeindegliederung
Für die Gemeinde Kobeřice u Brna sind keine Ortsteile ausgewiesen. Zu Kobeřice u Brna gehört die Ansiedlung U Bílého vlka (Zum Weißen Wolf).

## Sehenswürdigkeiten

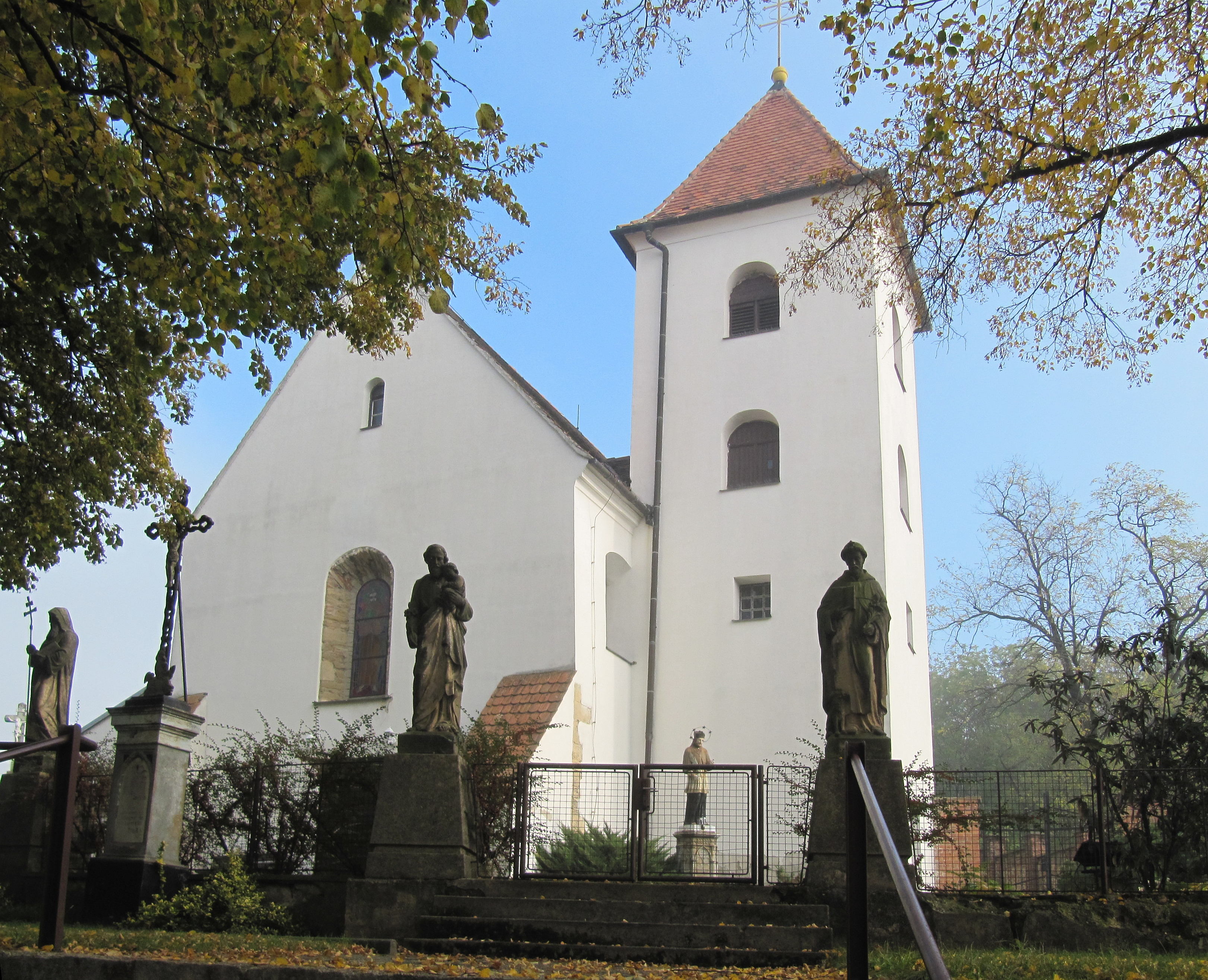
Kirche des hl. Ägidius

- Pfarrkirche des hl. Ägidius, der ursprünglich romanische Bau ist seit 1283 nachweisbar. Das Wandgemälde der Jungfrau Maria wird auf 1350 datiert. In der Kirche befindet sich eine sandsteinerne Grabtafel des Adam von Věžník aus dem Jahre 1577
- wüste Feste Zámčisko im Wald Haklík südlich des Dorfes
- Naturpark Ždánický les

## Persönlichkeiten

### Söhne und Töchter der Gemeinde
- Hubert Ripka (1895–1958), tschechoslowakischer Politiker und Minister für Außenhandel unter Edvard Beneš

### Ehrenbürger
- Alois Procházka (1875–1940), mährischer Archäologe